# 小行星9851
小行星9851（英語：9851 Sakamoto）是一颗围绕太阳公转的小行星。1990年10月24日，圓舘金、渡邊和郎在北见发现了此天体。
这颗小行星的绝对星等为359.3889791045015等。